# Garcia II. (Gascogne)
García II. Sánchez (baskisch: Gartzia Antso, französisch: Garcie-Sanche le Tors oder le Courbé, Latein: Gasrsia Sancius Corvum, * wahrscheinlich Mitte 9. Jahrhundert; † um 930), genannt der Krumme, war ein Herzog der Gascogne von 893 bis zu seinem Tod.

## Leben und Herkunft
Der Genealogica Comitum Guasconiæ nach war García der Krumme ein Sohn des Herzogs Sancho III. Mitarra. Er selbst nannte Herzog Arnold seinen Cousin. García begründete das bis zum Jahr 1032 regierende Herzogshaus der Gascogne.

## Nachkommen
García hatte mindestens fünf Kinder:
- Sancho IV. Garcez, der den größten Teil der Gascogne und den Herzogstitel erbte
- Wilhelm García, der die Grafschaft Fézensac erbte, von der sich eine Generation später die Grafschaft Armagnac löste
- Arnaud García, der die Grafschaft Astarac erbte
- Andregoto ⚭ mit einem Raimund, ihr Sohn war Graf Wilhelm der Gute von Bordeaux
- Gersinde ⚭ mit Graf Raimund III. Pons von Toulouse
- Acibella ⚭ mit Graf Galindo II. Aznárez von Aragón

## Einzelnachweis
1. ↑  Genealogica Comitum Guasconiæ, in: Recueil des Historiens des Gaules et de la France 12 (1877), S. 386

## Weblink
- Dukes and Counts of Gascony (760)-1039 bei Foundation for Medieval Genealogy.ac (englisch)

| Personendaten    | Personendaten |
| ---------------- | --- |
| NAME             | Garcia II. |
| ALTERNATIVNAMEN  | García II. Sánchez; Gartzia Antso (baskisch); Garcie-Sanche le Tors (französisch); le Courbé; Gasrsia Sancius Corvum (lateinisch); Garcia der Krumme |
| KURZBESCHREIBUNG | Herzog der Gascogne |
| GEBURTSDATUM     | um 850 |
| STERBEDATUM      | um 930 |